# Scugnizzi
Scugnizzi è un film del 1989 diretto da Nanni Loy. La pellicola è stata presentata in concorso alla 46ª Mostra internazionale d'arte cinematografica di Venezia nel 1989.
Il film ispirò il musical teatrale C'era una volta...Scugnizzi del 2002, di Claudio Mattone ed Enrico Vaime.

## Trama
Il film narra le vicende di alcuni dei giovani detenuti del riformatorio di Nisida a Napoli, impegnati a realizzare un musical teatrale sotto la guida dell'attore Fortunato Assante.
Attraverso le singole storie dei ragazzi, rappresentate per quadri, il film porge allo spettatore un acuto punto di vista sulle difficili tematiche della camorra e del disagio giovanile nel capoluogo campano.

## Cast
La voce del bambino che canta Carcere 'e mare è di Tosca.

## Riconoscimenti
- 1990 - David di Donatello
  - Migliore musicista
  - Migliore canzone originale
- 1990 - Ciak d'oro
  - Migliore montaggio a Claudio Di Mauro[2]
  - Migliore colonna sonora a Claudio Mattone[2]